# Tyrant
Tyrant is een Amerikaanse politieke dramaserie. De serie speelt zich af in een fictief land in het Midden-Oosten waar een dictatoriale familie regeert. De zoon van de president keert terug vanuit de Verenigde Staten om later orde op zaken te stellen in zijn thuisland. Het eerste seizoen van Tyrant ging op 24 juni 2014 in première  op het Amerikaanse kabeltelevisienetwerk FX. Na drie seizoenen maakte het netwerk een einde aan de serie.

## Plot
Het programma speelt zich af in Abbudin, een fictief land in het Midden-Oosten. Het hoofdpersonage Barry (Bassam) Al-Fayeed is de zoon van de dictoriale president in het land. Barry is op vroege leeftijd naar de Verenigde Staten geëmigreerd en werd daar dokter. Hij keert terug naar Abbudin om de bruiloft van zijn neef bij te wonen. Al op het vliegveld in de Verenigde Staten merkt hij dat er wanpraktijken aan de gang zijn in zijn thuisland. Na de bruiloft blijft hij in het land om op eigen wijze orde op zaken te stellen.

## Rolverdeling
| Acteur            | Personage        | Opmerkingen                                                                                   |
| ----------------- | ---------------- | --------------------------------------------------------------------------------------------- |
| Ashraf Barhom     | Jamal Al-Fayeed  | Oudere broer van Barry Al-Fayeed die na de dood van hun vader Abbudin regeert.                |
| Adam Rayner       | Barry Al-Fayeed  | Jongere broer van Jamal Al-Fayeed. Hij emigreerde op jonge leeftijd naar de Verenigde Staten. |
| Jennifer Finnigan | Molly Al-Fayeed  | Vrouw van Barry Al-Fayeed.                                                                    |
| Moran Atias       | Leila Al-Fayeed  | Vrouw van Jamal Al-Fayeed.                                                                    |
| Noah Silver       | Sammy Al-Fayeed  | Zoon van Barry en Molly Al-Fayeed.                                                            |
| Anne Winters      | Emma Al-Fayeed   | Dochter van Barry en Molly Al-Fayeed.                                                         |
| Alice Krige       | Amira Al-Fayeed  | Moeder van Barry en Jamal Al-Fayeed.                                                          |
| Nasser Faris      | Khaled Al-Fayeed | Vader van Barry en Jamal Al-Fayeed.                                                           |
| Raad Rawi         | Tariq Al-Fayeed  | Jongere broer van Khaled Al-Fayeed en generaal in Abbudin.                                    |
| Cameron Gharaee   | Ahmed Al-Fayeed  | Zoon van Jamal Al-Fayeed.                                                                     |
| Sibylla Deen      | Nusrat Al-Fayeed | Vrouw van Ahmed Al-Fayeed.                                                                    |
| Alexander Karim   | Ihab Rashid      | Radicalist die het volk oproept om de Al-Fayeeds van hun troon te stoten.                     |
| Waleed Elgadi     | Walid Rashid     | Vader van Ihab Rashid.                                                                        |
| Justin Kirk       | John Tucker      | Ambassadeur van de Verenigde Staten.                                                          |